# Елизаровский, Иван Автономович
Иван Автономович Елизаровский (14 апреля 1881, Благовещенское, Шенкурский уезд, Архангельская губерния — 26 февраля 1958, Архангельск) — советский филолог-русист, педагог, профессор.

## Биография
Родился в многодетной семье сельского священника Автонома Ивановича Елеазаровского, окончил Архангельскую духовную семинарию.
В 1908 году окончил отделение русской палеографии Императорского Санкт-Петербургского Археологического института по специальности «история русского языка» и, одновременно, словесно-историческое отделение Санкт-Петербургской духовной академии по курсу «введение в языкознание». В 1908 году удостоен кандидатской степенью учёным советом духовной академии за научную работу по изучению новгородских грамот XV—XVI веков.
В 1908—1916 годах Иван Автономович работал преподавателем русского языка в Архангельской учительской семинарии, член церковно-археологического комитета.
С 1916 года преподавал в Архангельском учительском институте языкознание и историю русского языка. С 1937 года — заведующий кафедрой русского языка и литературы, с 1943 года и до конца своей жизни — заведующий кафедрой русского языка института. В мае 1943 года защитил диссертацию на соискание учёной степени кандидат филологических наук. Профессор (1944).
В 1948 году ему было присвоено звание «Отличник народного просвещения». В 1957 году имя Ивана Автономовича Елизаровского было занесено в «Книгу почёта Архангельской области».
Подготовленную диссертацию по теме «Язык Лодомских актов XVI—XVII веков» на соискание учёной степени доктора наук защитить не успел.
Умер 26 февраля 1958 года. Похоронен на Кузнечевском кладбище Архангельска.

## Научные труды
- Записки по общему языкознанию. — Архангельск, 1921. — 239 с.
- Записки по русскому синтаксису. — Архангельск, 1934. — 95 с.
- Материалы к курсу языкознания. — Архангельск, 1934. — 119 с.
- Русский язык XI—XVII веков. — Архангельск, 1935. — 108 с.
- Русская речь XI—XIX веков. — Архангельск, 1937. — 168 с.
- К генетике народных говоров в бывших Соловецких вотчинах. — М., 1943.
- Язык Лодомских актов XVI—XVII веков: [доктор. дис.]. — М., 1955.
- Лексика Беломорских актов XVI—XVII веков. — Архангельск, 1958 . — 240 с.
- Российская грамматика М. В. Ломоносова. — Архангельск, 1958. — 19 c.
- Язык беломорских актов XVI—XVII веков: грамматика. — Архангельск, 1958. — 116 с.